# Hszicsangi Űrközpont
A Hszicsangi Űrközpont (Xīchāngi Űrközpont), hivatalos nevén Hszicsangi Műholdindító Központ (Xīchāng Műholdindító Központ) (egyszerűsített kínai: 西昌卫星发射中心, pinjin: Xīchāng Weìxīng Fāshè Zhōngxīn) műholdak Föld körüli pályára állítására szolgáló űrrepülőtér Kína Szecsuan (Sìchuān) tartományában, 64 km-re Hszicsang várostól. 1984-ben nyitották meg. Az űrközpont kapacitása évi 10–12 hordozórakéta indítását teszi lehetővé. Déli elhelyezkedése kedvező feltételeket biztosít geostacionárius pályára állítandó műholdak és űrszondák indítására.

## Története
Az űrrepülőteret eredetileg a Mao Ce-tung (Máo Zédōng) által 1963-ban meghirdetett emberes űrprogram kiszolgálására tervezték. Erről az űrrepülőtérről tervezték indítani az amerikai Gemini űrhajóhoz hasonló kínai űrhajót, a Suguang (Shǔguāng) (vagy 714-es típusú) kétszemélyes űrhajót. A helyszín kiválasztásán fontos szempont volt, hogy biztonsági megfontolásból a lehető legnagyobb távolságban legyen a Szovjetunió területétől. A Suguang-programot végül 1972 májusában törölték.
1975 márciusában elindult a geostacionárius pályán keringő kínai távközlési műhold programja. Ehhez az alacsony északi szélességen fekvő, kedvező energetikai tulajdonságú helyszínt választották a jövőbeni indításokhoz. Ezért az űrrepülőtér építését az 1970-es évek végén kezdték újra. Az űrrepülőtér 1980-ra már készen állt, az első rakétaindítást 1984-ban hajtották végre.
1996. február 15-én az Intelsat 708 távközlési műholdat indították a Hszicsangi Űrközpontból az akkor először használt Hosszú Menetelės–3B hordozórakétával, amikor a startot követő 22. másodpercben a rakéta az inerciális mérőegység (IMU) hibája miatt emelkedés közben letért a pályájáról és a starthelytől 1200 m-re lakott területre zuhant. A rakéta lerombolt 80 házat. A balesetnek a hivatalos kínai tájékoztatás szerint hat halálos áldozata volt és 56 ember megsérült. Az esetnek azonban valószínűleg több száz halálos áldozata volt.
Az űrrepülőtérről 2016 novemberében hajtották végre a 100. rakétaindítást egy Hosszú Menetelés–3B hordozórakétával.

## Jellemzői
Az űrrepülőtér két indítókomplexummal rendelkezik. Ezek egyike egy indítóállással rendelkezik és a Hosszú Menetelés–3 hordozórakéták indítására alkalmas. A másik indítókomplexum két indítóállással rendelkezik és a Hosszú Menetelés–2E, valamint a Hosszú Menetelés–3A, Hosszú Menetelés–3B és Hosszú Menetelés–3C hordozórakéták indítására szolgál. A két indítókumplexum egymástól egy km-re helyezkedik el. Az 1970-es években a Suguang (Shǔguāng)-űrhajóknak tervezett indítóállást nem fejezték be, később átépítették kilátóterasznak. 